# Відносини Мальта — НАТО
Мальта та Організація Північноатлантичного договору (НАТО) мають тісні стосунки. Мальта є одним із п'яти членів Європейського Союзу, які не є членами НАТО. Мальта має офіційні відносини з НАТО з 1995 року, коли вона приєдналася до програми «Партнерство заради миру». У 1996 році вона вийшла з організації, а в 2008 році знову приєдналася до неї.

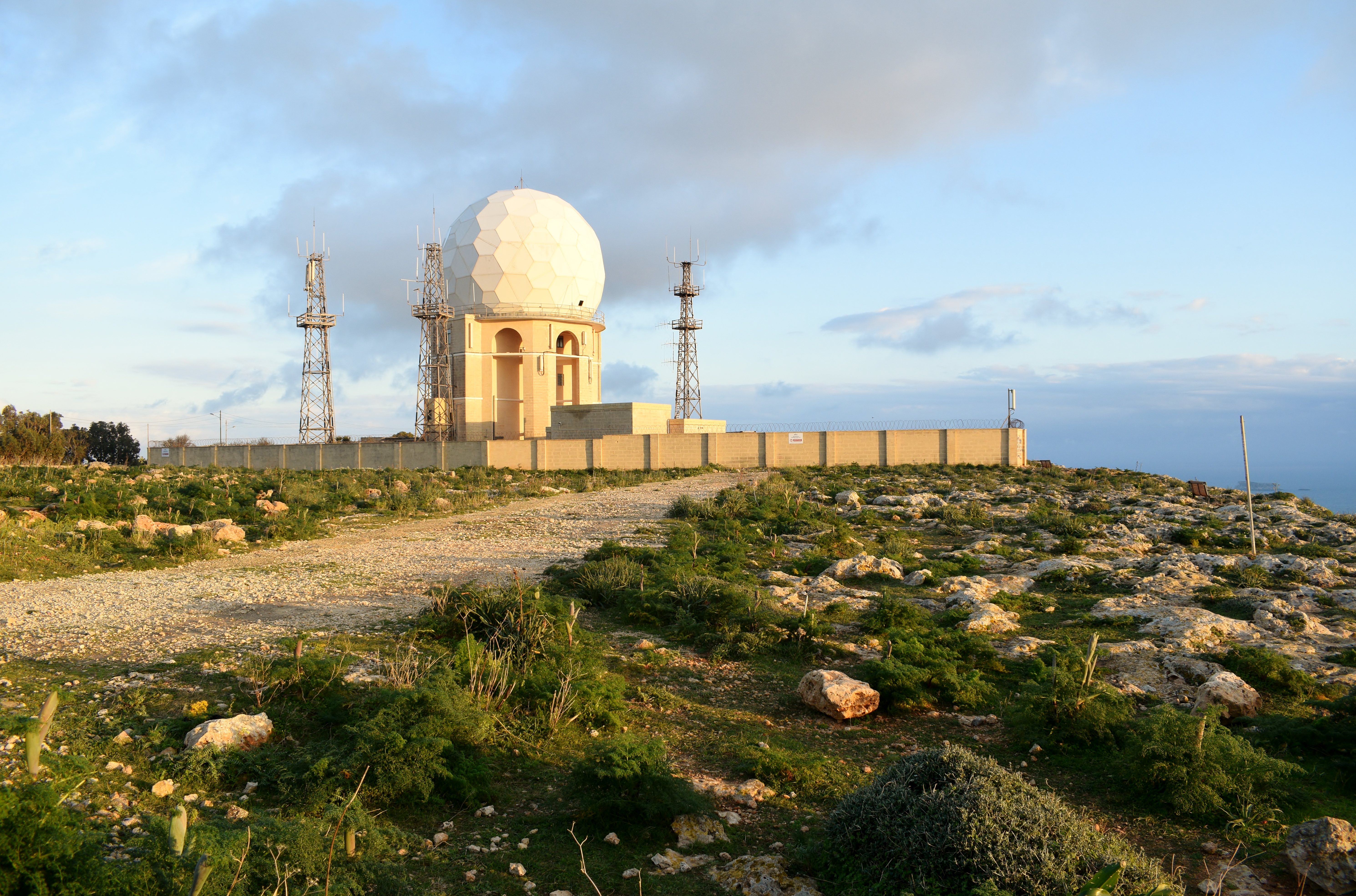
Під час холодної війни НАТО використовувала радіолокаційні засоби на Мальті, яка, як і інші європейські країни, що не є членами НАТО, загалом підтримує відносини співпраці з організацією.

Коли в 1949 році було підписано Північноатлантичний договір, середземноморський острів Мальта був залежною територією Сполученого Королівства, одного з перших підписантів договору. Таким чином, Коронна колонія Мальта поділяла міжнародне членство Сполученого Королівства, включаючи НАТО. Між 1952 і 1965 роками штаб Середземноморських збройних сил союзників базувався в місті Флоріана, неподалік від столиці Мальти Валлетти. Коли Мальта отримала незалежність у 1964 році, прем'єр-міністр Джордж Борг Олів'є хотів, щоб країна приєдналася до НАТО. Олів’є був стурбований тим, що присутність штаб-квартири НАТО на Мальті без гарантій безпеки, які передбачає членство в НАТО, зробила країну потенційною мішенню. Однак, згідно з меморандумом, який він підготував у той час, заступник генерального секретаря НАТО Джеймс А. Робертс відмовив йому офіційно подати заявку на членство. Вважалося, що деякі члени НАТО, включаючи Сполучене Королівство, були проти членства Мальти в НАТО. У результаті Олів’є розглядав такі альтернативи, як пошук асоційованого членства чи односторонніх гарантій безпеки від НАТО, або закриття штаб-квартири НАТО на Мальті у відповідь. Зрештою Олів’є підтримав альянс і підписав оборонну угоду з Сполученим Королівством про використання мальтійських військових об’єктів в обмін на близько 2 мільйонів фунтів стерлінгів на рік. Ця дружня політика змінилася в 1971 році, коли Дом Мінтофф з Лейбористської партії був обраний прем'єр-міністром. Мінтофф підтримував нейтралітет як свою зовнішню політику, і ця позиція пізніше була закріплена в конституції країни в 1974 році як поправка до статті 1. Країна приєдналася до Руху неприєднання в 1979 році, у той самий час, коли британський Королівський флот залишив свою базу на верфі Мальти.
У 1995 році за прем'єр-міністра Едді Фенека Адамі з Націоналістичної партії Мальта приєдналася до багатостороннього оборонного форуму Ради євроатлантичного партнерства та до програми НАТО "Партнерство заради миру". Однак, коли Лейбористська партія відновила владу наступного року, вони виключили Мальту з обох організацій. Хоча націоналісти відновили більшість у парламенті в 1998 році, Мальта знову не приєдналася до програм РЄАП і ПЗМ до 2008 року, після того як країна приєдналася до Європейського Союзу в 2004 році. З моменту повторного приєднання Мальта розбудовує свої відносини з НАТО та бере участь у більш широких проєктах, включаючи процес планування та перегляду ПЗМ і програму НАТО «Наука заради миру та безпеки».
Членство в НАТО не підтримує жодна з політичних партій країни, включаючи ні правлячу Лейбористську партію, ні опозиційну Націоналістичну партію. Генеральний секретар НАТО Єнс Столтенберг заявив, що альянс повністю поважає позицію нейтралітету Мальти і не чинить тиску на приєднання країни до альянсу. Опитування, проведене Міністерством закордонних справ острівної держави в лютому 2022 року, показало, що 63% опитаних підтримують нейтралітет острова, і лише 6% виступають проти такої політики, а 14% не визначилися. Опитування Євробарометра в травні 2022 року показало, що 75% мальтійців, однак, підтримали б посилення військової співпраці в рамках Європейського Союзу.

## Хронологія
| Подія                   | Дата                                        |
| ----------------------- | ------------------------------------------- |
| Партнерство заради миру | 1995-04-26 (Вилучено 1996-10-27) 2008-04-03 |